# Eduardo Amadeo
Eduardo Pablo Amadeo (Buenos Aires, 1 de mayo de 1947) es un productor agropecuario, político, economista y diplomático de origen argentino. Antiguo miembro del Partido Justicialista, abandonó esta formación y actualmente milita en Propuesta Republicana. 

## Biografía

### Primeros años
Hizo sus estudios primarios y secundarios en el Colegio San Pablo, institución privada católica del barrio de Recoleta, Buenos Aires. En 1970 terminó sus estudios en la Universidad Católica Argentina, donde se recibió de economista. Se especializó en Economía de la Innovación en la Universidad de Sussex. Más tarde completó su formación en el Woodrow Wilson Center en Washington D. C., Estados Unidos. 
Inició su militancia política en los años 1970 dentro del peronismo.

### Funcionario público
En junio de 1973, con sólo 26 años de edad, asumió su primer cargo público como Secretario de Obras Públicas y Mantenimiento de la entonces Municipalidad de la Ciudad de Buenos Aires. En septiembre de 1975 fue nombrado Presidente del Instituto Nacional de Tecnología Industrial, cargo del que fue desplazado por el golpe militar en marzo de 1976.
Durante todo el período de gobierno militar permaneció en el país dedicado a la actividad privada. En 1982, en las vísperas del restablecimiento democrático publicó su primer libro titulado “Una propuesta justicialista”, en el que analizaba el rol que debía cumplir el movimiento peronista ante la nueva era política que estaba a punto de comenzar, y las transformaciones que debían producirse en el seno del mismo.
Con esa obra, y en especial después de la derrota del peronismo en las elecciones de 1983, llamó la atención de Antonio Cafiero junto a quien comenzó a militar en el proceso de transformación que se conoció como “la Renovación Peronista”.
En diciembre de 1987 —al ser electo Cafiero gobernador de Buenos Aires— asumió la presidencia del Banco de la Provincia de Buenos Aires (BAPRO), el segundo banco más grande de la Argentina, que se hallaba en crisis debido al proceso de hiperinflación que vivía el país en ese momento. Su principal ocupación fue por lo tanto lograr refinanciar toda la deuda de la institución, lo cual logró en un plazo de dos años, dejando al banco otra vez bien posicionado dentro del mercado financiero.
En 1991 renuncia al BAPRO para asumir su primer cargo electivo, el de diputado nacional por el Partido Justicialista. Presidió la Comisión de Educación que diseñó y redactó la Ley de Educación Superior (LES), que fue aprobada y promulgada como Ley 24521. La norma rige las carreras universitarias y terciarias dentro de la Argentina y continúa vigente hasta la actualidad, aunque con modificaciones menores en el año 2015, que eliminaron la potestad de las universidades y casas de estudios públicas para establecer aranceles directos a los estudiantes. 
En el momento de su sanción, la ley fue criticada por algunos organismos y sectores de la sociedad civil, que interpretaban que la misma desligaba al Estado de su deber de garantizar la educación pública. También se criticaba la flexibilización del régimen laboral de los docentes, y el fomento de instituciones privadas aranceladas. Por otro lado, fue muy valorado el inédito impulso dado a la autonomía de las universidades a partir del artículo 29, el que describe atribuciones, potestades y límites a modo meramente ejemplificativo y no taxativo :
a) Dictar y reformar sus estatutos, los que serán comunicados al Ministerio de Cultura y Educación a los fines establecidos en el artículo 34 de la presente ley;
b) Definir sus órganos de gobierno, establecer sus funciones, decidir su integración y elegir sus autoridades de acuerdo a lo que establezcan los estatutos y lo que prescribe la presente ley;
c) Administrar sus bienes y recursos, conforme a sus estatutos y las leyes que regulan la materia;
d) Crear carreras universitarias de grado y de posgrado;
e) Formular y desarrollar planes de estudio, de investigación científica y de extensión y servicios a la comunidad incluyendo la enseñanza de la ética profesional y la formación y capacitación sobre la problemática de la discapacidad.
f) Otorgar grados académicos y títulos habilitantes conforme a las condiciones que se establecen en la presente ley;
g) Impartir enseñanza, con fines de experimentación, de innovación pedagógica o de practica profesional docente, en los niveles preuniversitarios, debiendo continuar en funcionamiento los establecimientos existentes actualmente que reúnan dichas características;
h) Establecer el régimen de acceso, permanencia y promoción del personal docente y no docente:
i) Designar y remover al personal;
j) Establecer el régimen de admisión, permanencia y promoción de los estudiantes, así como el régimen de equivalencias;
k) Revalidar, solo como atribución de las universidades nacionales: títulos extranjeros:
l) Fijar el régimen de convivencia;
m) Desarrollar y participar en emprendimientos que favorezcan el avance y aplicación de los conocimientos;
n) Mantener relaciones de carácter educativo, científico-cultural con instituciones del país y del extranjero;
ñ) Reconocer oficialmente asociaciones de estudiantes, cumplidos que sean los requisitos que establezca la reglamentación, lo que conferirá a tales entidades personería jurídica.
A raíz de esta amplia declaración de voluntad legislativa quedó definitivamente receptado en la legislación argentina el concepto de “autonomía universitaria”, que no había sido incluido en la Ley Avellaneda ni en ningunas de sus modificaciones. Si bien el concepto era usado académicamente en relación con la posibilidad de autogobierno, todos los planes de estudio necesitaban aprobación del Ministerio de Educación y todos los requisitos presupuestarios (incluido el tamaño del plantel docente) eran decididos por el Ministerio de Economía. En este contexto, la Ley 24521 marcó un quiebre estableciendo para siempre la potestad de las mismas universidades para ensayar formas de autogobierno y alternativas institucionales de lo más variadas; crear por sí carreras de grado o posgrado, y conceder título académico habilitante, dejando sentado el principio de que la habilitación gubernamental a través del Ministerio de Educación tendrá sólo un carácter de revisión de requisitos a posteriori. También contribuyó a democratizar las instituciones fijando pisos mínimos de participación relativa de docentes y estudiantes en los órganos de gobierno, y limitando la participación de los graduados en esos órganos a aquellos que no tuvieran una relación de dependencia laboral con la universidad.
En su redacción original la autonomía era más amplia, incluyendo la posibilidad de que las universidades generasen sus propios ingresos mediante la aplicación de tasas y aranceles, con la condición de que los fondos así obtenidos debían estar destinados prioritariamente a becas y apoyos económicos a los estudiantes que no tuvieran la posibilidad de abonarlos. Esta posibilidad fue suprimida por la Ley 27.204 en octubre de 2015, estableciendo la gratuidad obligatoria de todos los estudios en las universidades públicas para todos los estudiantes. Este cambio significó para las universidades un recorte en materia de autonomía toda vez que volvieron a depender casi con exclusividad de fondos del Estado. Excepcionalmente, se sigue permitiendo el arancelamiento de carreras de posgrado.
En 1994 dejó el Congreso para ocupar el cargo de Secretario de Desarrollo Social de la Nación. Durante los cuatro años que comandó la Secretaría impulsó programas sociales que aún persisten, como el Sistema de Información, la Evaluación y Monitoreo de Programas Sociales (SIEMPRO), el Centro Nacional de Organizaciones de la Comunidad (CENOC), el Fondo de Capital Social (FONCAP), el PROMEBA (Programa de Mejoramiento de Barrios) y ASOMA (Apoyo Solidario a Mayores). Este último le valió, en el 2000, el Premio International Federation of Ageing a las innovaciones sociales para adultos.
Hacia el final del gobierno de Menem fue designado brevemente como secretario de Prevención de la Drogadicción y Lucha contra el Narcotráfico (SEDRONAR), donde se concentraron en un único organismo responsabilidades como la persecución criminal, la atención de la salud y la prevención. Durante su gestión se dictó la Ley Nacional 23.737 de Estupefacientes, la primera Ley contra el Lavado de Dinero procedente del Narcotráfico y se concretó la incorporación de la Argentina al Grupo Egmont/ GAFI, organización conformada por 167 Unidades de Inteligencia Financiera (UIF) de todo el mundo. El grupo fue pensado como “una plataforma para el intercambio seguro e inmediato de conocimientos e inteligencia financiera para combatir el Lavado de Activos y la Financiación del Terrorismo”.
Durante el 2002, tras la gravísima crisis institucional desatada en la Argentina el 19 y 20 de diciembre de 2001, ejerció como Vocero Presidencial de Eduardo Duhalde y Vicejefe de Gabinete de Ministros. Desde este espacio impulsó trabajos sobre políticas públicas para las nuevas formas de organización económica y social que emergían de la crisis del 2001. 
También desarrolló el Proyecto Argentec, que estableció una serie de incentivos y propuestas legislativas destinadas a promover la instalación de industrias de alta tecnología, en especial el Régimen de Promoción de Software. El proyecto se proponía lograr la conectividad de todos los hogares, promover el desarrollo de las industrias asociadas al conocimiento y la información, e impulsar la exportación de hardware y software de origen argentino.
En el mismo período colaboró activamente con el Ministerio de Economía en la negociación de la cuantiosa deuda argentina con el FMI. Finalmente, en noviembre de ese mismo año asumió como Embajador ante los Estados Unidos y desde allí capitaneó la renegociación de la deuda con Organismos Multilaterales de crédito por 2.800 millones de dólares. Más adelante relataría todos los entretelones de la negociación en su libro “La salida del abismo”.
Tras el cambio de gobierno de 2003, le fue ofrecida la continuidad como embajador, pero no la aceptó debido a las amplias diferencias que, desde el primer momento, manifestó hacia el nuevo presidente Néstor Kirchner.
Asumió en cambio como Jefe de Gabinete de la Presidencia del Mercosur, en un período en el que lograron la aprobación y lanzamiento de la Comunidad Sudamericana de Naciones y la creación del FOCEM (Fondo de Compensación Estructural del Mercosur), que aún subsiste y lleva invertidos más de US$ 15.000 millones en Uruguay y Paraguay.
Al mismo tiempo, comenzó a forjar lazos dentro del Partido Justicialista para formar una línea interna que se opusiera al kirchnerismo, del que se sentía alejado por su política contraria a la ortodoxia económica y su política exterior cercana, por esos primeros años, al chavismo. Desde 2008 se referenció en el Peronismo Federal y en 2009 acompañó  la candidatura de Francisco De Narváez y fue elegido diputado nacional por la provincia de Buenos Aires por la misma coalición Unión PRO, lista en la que se alineaban peronistas como De Narváez y Amadeo junto a partidos de centroderecha no peronista como el PRO y la UCeDé. Para las elecciones de 2011, fue candidato a gobernador de Buenos Aires junto a la diputada Claudia Rucci por el partido Unión Popular, obtuvo el 9,24% de los votos en las primarias y en las elecciones generales el 5,93%. En 2012 formó el GAPU (Grupo de Acción Política por la Unidad).
Entre los proyectos que presentó en este período figuran el régimen de promoción y protección integral de los Derechos Humanos al desarrollo y cuidado de niños desde su nacimiento y hasta los 5 años de edad, la Creación del Museo Nacional del Periodismo, la creación de la Comisión Nacional de Desarrollo de los Intereses Argentinos en las Malvinas y Atlántico Sur (encargada de gestionar y coordinar actividades que promuevan, demuestren y consoliden la presencia y soberanía Argentina en la zona), así como modificaciones al Régimen de Adopción del Código Civil, a la Ley de Contrato de Trabajo, Ley de Riesgos de Trabajo, Ley de Circulación Internacional de Obras de Arte, entre otros.
Para las elecciones de 2013, luego de analizar distintas opciones para continuar con el armado de un bloque peronista de centroderecha para oponerse internamente al kirchnerismo, participó de la fundación del Frente Renovador de Sergio Massa. A los pocos meses, no obstante, decidió abandonar en buenos términos el espacio (años más tarde diría que lo hizo alarmado por la volatilidad de las ideas de Massa) y unirse definitivamente al PRO con el que ya había estado aliado en 2009, por considerar que "hay una cantidad de temas que me parecen bien interesantes como ellos  los encaran. Me parece muy bueno el trabajo social, el compromiso institucional y tercero, y muy entusiasmante, la cantidad de jóvenes que tienen en el partido". Días después de unirse al PRO Macri designó a la esposa de Amadeo, Beatriz Victoria Orlowski, quien ya venía actuando en la función pública dentro de la Ciudad Autónoma de Buenos Aires, al frente de la Secretaría Ejecutiva del Consejo Nacional de Coordinación de Políticas Sociales, como directora del Centro Nacional de Organizaciones de la Comunidad, organismo que había sido creado por Amadeo en los años '90. La designación fue criticada por la oposición debido a que se mencionó una denuncia en contra de ella por su actividad en un cargo anterior. De todos modos, ya al momento de esta designación la denuncia había sido archivada.
Amadeo realizó múltiples intervenciones en la Cámara y presentó varios proyectos de ley. Entre ellos se destaca la Ley de Ejercicio Profesional de la  Obstetricia, la derogación del Régimen Penal Cambiario y la creación de la Agencia Nacional de Evaluación para los programas sociales. Como Presidente de la Comisión de Finanzas, impulsó la sanción de la Ley de Financiamiento Productivo En 2019 causó controversia cuando, en una entrevista con el periodista Luis Majul, dijo desearles una úlcera a los artistas Pablo Echarri y Daddy Brieva por haberse manifestado decepcionados por la escasa diferencia de votos entre Alberto Fernández y Mauricio Macri. Esta declaración fue criticada en el acto por Majul, aclarando Amadeo que lo decía "metafóricamente".
Desde el año 2003, integra la Red de Acción Política (RAP), organización no gubernamental que busca propiciar la generación de Amistad Cívica (vínculos de confianza interpersonal que posibiliten dejar de lado prejuicios y desarrollar capacidades de diálogo) entre políticos de distintos partidos, regiones y niveles de responsabilidad.

## Denuncias
Tal como es común en la política argentina, la trayectoria de Amadeo también dio lugar a distintas denuncias en ámbitos periodísticos y también judiciales. 
En 1998, cuando Amadeo era Secretario de Desarrollo Social, el programa que conducía Jorge Lanata en Canal 9 realizó una denuncia periodística sobre una serie de irregularidades en la entrega de subsidios del organismo, "se habló de un sugestivo fondo de 150 mil dólares para una flamante fundación mendocina”, cuya titularidad Lanata atribuía a Antonio Cassia, Secretario General de la Federación de Sindicatos Unidos Petroleros e Hidrocarburiferos (SUPeH). Esta denuncia nunca fue llevada a la justicia y el mismo periodista que la lanzó nunca volvió sobre ella.
En el mismo año, fue denunciado por un grupo de diputados provinciales de La Pampa pertenecientes a la Unión Cívica Radical junto a Jorge Matzkin por "malversación de caudales públicos y mal desempeño de sus funciones". Matzkin, subsecretario, con el argumento de presidir una fundación benéfica, pidió colchones y chapas y, dos semanas después, Eduardo Amadeo los envió, dichas donaciones fueron encontradas en la casa de Matzkin. Matzkin se presentó en la Justicia, donde acreditó la real existencia de la fundación, manifestó que los bienes se encontraban en un galpón en su casa a la espera de ser repartidas y ambos funcionarios fueron sobreseídos.
En 2002, siendo vocero presidencial fue denunciado por el exvicepresidente Carlos “Chacho” Álvarez por supuesta "incitación a la violencia" a raíz de sus declaraciones sobre los cortes de rutas en Cutral-Có, Neuquén y los incidentes que derivaron en la muerte de la docente María Teresa Rodríguez. La denuncia fue desestimada in limine, entendiendo la Justicia que no existía delito en los dichos del vocero, quien había acusado al partido de Álvarez diciendo en un canal de cable de San Fernando que "el Frepaso encontró el muerto que estaba buscando", y que "van a perder como en los años 70". El juez de la causa Roberto Marquevich concluyó que los dichos de Amadeo no eran suficientes para que miembros de esa fuerza política se sintieran atemorizados.
En septiembre de 2015 se denunció que dos ONG —Asociación Argentina de Políticas Sociales y Asociación Civil Observatorio Social, ambas presididas por Eduardo Amadeo habían recibido 4.5 millones de pesos por parte del Gobierno de la Ciudad Autónoma de Buenos Aires, gobernada por Mauricio Macri, en el período de 2008 a 2015  por servicios de consultoría y subsidios.
En 2017 el fiscal Franco Picardi abrió una investigación contra Amadeo y otros funcionarios para determinar su rol en el millonario pedido a Estados Unidos, por los posibles delitos de fraude, violación de deberes de funcionario público, abuso de autoridad y perjuicio a la administración pública por un costo total que supera los dos mil millones de dólares, finalmente fue imputado junto con Luciano Laspina y el ministro de Defensa, Julio Martínez. Sin embargo el 20 de diciembre de 2018, después de 18 meses de investigación, el fiscal dictaminó el sobreseimiento de Amadeo y Laspina y no solo determinó que no cometieron delito alguno sino que manifestó que los legisladores realizaron durante su viaje a Estados Unidos una gestión de carácter político en pos de modificar un estado de situación presupuestario para lograr el correcto equipamiento de las Fuerzas Armadas.

## Familia
Está casado con Beatriz Wiktoria Ludwika Orlowski Sobanska, descendiente de la nobleza ucraniana y polaca, pero también del patriciado porteño por medio de su abuela materna Ignacia Leocadia Del Carril, quien se instaló a principios del siglo XX en París y se casó, en 1912 con el conde ucraniano Xavier Orlowski Talleyrand. De esta unión nació el conde Carlos Orlowski Del Carril quien se casó en 1949 con Rosa María Sobanski Kwilecka, hija del conde polaco Felix Sobanski Wodziki. Este último matrimonio tuvo seis hijos, entre ellos Beatriz Orlowski Sobanska, quien se recibió de psicóloga social.
Del matrimonio de Amadeo y Orlowski nacieron cinco hijos: Eduardo, Marcos, Máximo, Micaela y Benjamín. Este último es el más conocido por su ocupación de actor y músico.
Su hijo Máximo Amadeo, economista formado en la Universidad Torcuato Di Tella fue jefe de producto Argentina en HSBC. Después de eso, trabajó como ejecutivo en una consultora en proyectos estratégicos en Argentina, Brasil, Chile, Perú, México y Colombia, para luego especializarse en el sector aeronáutico. Trabajó durante 8 años en LATAM y en 2018 fue designado director comercial de la empresa estatal Aerolíneas Argentinas. En 2020 abandonó la empresa para integrarse como Director de Estrategia y Planeamiento en Mercado Libre.